# Tanaostigmodes bifasciatifrons
Tanaostigmodes bifasciatifrons is een vliesvleugelig insect uit de familie Tanaostigmatidae. De wetenschappelijke naam is voor het eerst geldig gepubliceerd in 1915 door Girault.